# إنجلش غاردنر
إنجلش غاردنر (بالإنجليزية: English Gardner)‏ هي منافسة ألعاب القوى أمريكية، ولدت في 22 أبريل 1992 في فورهيز ‏ في الولايات المتحدة.

## وصلات خارجية
- إنجلش غاردنر على موقع الاتحاد الدولي لألعاب القوى (الإنجليزية)
- إنجلش غاردنر على موقع الاتحاد الأمريكي لسباقات المضمار والميدان (الإنجليزية)
- إنجلش غاردنر على موقع الاتحاد الأمريكي لسباقات المضمار والميدان (الإنجليزية)
- إنجلش غاردنر على موقع الدوري الماسي (الإنجليزية)
- إنجلش غاردنر على موقع TFRRS.org (الإنجليزية)
- إنجلش غاردنر على موقع اللجنة الأولمبية الدولية (الإنجليزية)
- إنجلش غاردنر على موقع أوليمبيديا (الإنجليزية)
- إنجلش غاردنر على موقع اللجنة الأولمبية والبارالمبية الأمريكية (الإنجليزية)